# Oborín
Oborín (maďarsky Abara) je obec na Slovensku. Nachází se v Košickém kraji, v okrese Michalovce. Obec má rozlohu 43,78 km² a leží v nadmořské výšce 104 metrů. Žije v ní 687 obyvatel. V obci je mateřská škola s vyučovacím jazykem maďarským.

## Historie
První písemná zmínka o vesnici pochází z roku 1221. Obec bývala součástí Uherska, poté byla (na základě Trianonské smlouvy) součástí Československa. Rozhodnutím vídeňské arbitráže byl Oborín opětovně přičleněn k Maďarsku. Od 11. listopadu 1944 vedla nová státní hranice severně od vsi. Během druhé světové války bojovali muži z Oborína v maďarské armádě, většinou na východní frontě. Někteří z nich se nevrátili. V listopadu 1944 přišla do obce Rudá armáda a Oborín se znovu stal součástí Československa.

## Přírodní poměry
Obec leží v nivě řek Latorica a Laborec, při severní hranici Chráněné krajinné oblasti Latorica. 
Chráněný areál Oborínske jamy o rozloze 8,43 ha leží beze zbytku v katastru obce. Předmětem ochrany jsou rostlinná společenstva stojatých vod s výskytem marsilky čtyřlisté a kuňky obecné. Do katastrálního území obce zasahují také přírodní rezervace Zatínsky luh a Oborínský luh a ptačí oblast Medzibodrožie.

## Obyvatelstvo
Podle statistických údajů z roku 2021 v obci žilo 692 obyvatel. Z nich se 375 (54,19 %) hlásilo k maďarské národnosti, 260 (37,57 %) ke slovenské národnosti a 13 (1,88 %) k romské. U 41 lidí (5,92 %) se národnost nepodařilo zjistit.
V roce 2021 se ze 692 obyvatel hlásilo k Reformované křesťanské církvi na Slovensku	322 věřících (46,53 %), k Římskokatolické církvi	141	(20,38 %), ke Slovenské řeckokatolické církvi 73 (10,55 %), Evangelické církvi augsburského vyznání 34	(4,91 %), k	Pravoslavné církvi 10 (1,45 %) a ke Svědkům Jehovovým 3 (0,43 %). K jinému náboženství se hlásí 10	věřících (1,45 %), 47 (6,79 %) osob je bez vyznání a u 52 (7,51 %) respondentů se vyznání nepodařilo zjistit.

## Obecní správa

### Části obce
Od roku 1960 k Oborínu patří Kucany.

### Znak
V zeleném štítu se doleva vzpíná stříbrný kůň se zlatou hřívou krocený stříbrným jezdcem držícím černou ohlávku.

## Pamětihodnosti
- Kostel reformované církve je jednolodní  původně gotická stavba s polygonálním závěrem s předsunutou věží ze druhé poloviny 15. století. Upraven byl v roce 1796, kdy byla přistavěna věž. Další úpravy proběhly v roce 1896. Fasády jsou členěny opěrnými pilíři a okny s lomeným obloukem. Věž má zaoblená nároží, členěná je lizénami a ukončená zvonovitou helmou s lucernou s vročením 1896. Od roku 1989 je chráněn jako kulturní památka.[7]
- V obci byla nalezena tzv. Oborínska venuša ze starší doby kamenné a mnohé další nálezy keramiky z doby kamenné, a též bronzové předměty z neolitu.
- V centru vesnice u kostela byl vztyčen pomník maďarského prozaika, dramaturga, publicisty a kritika László Németha.

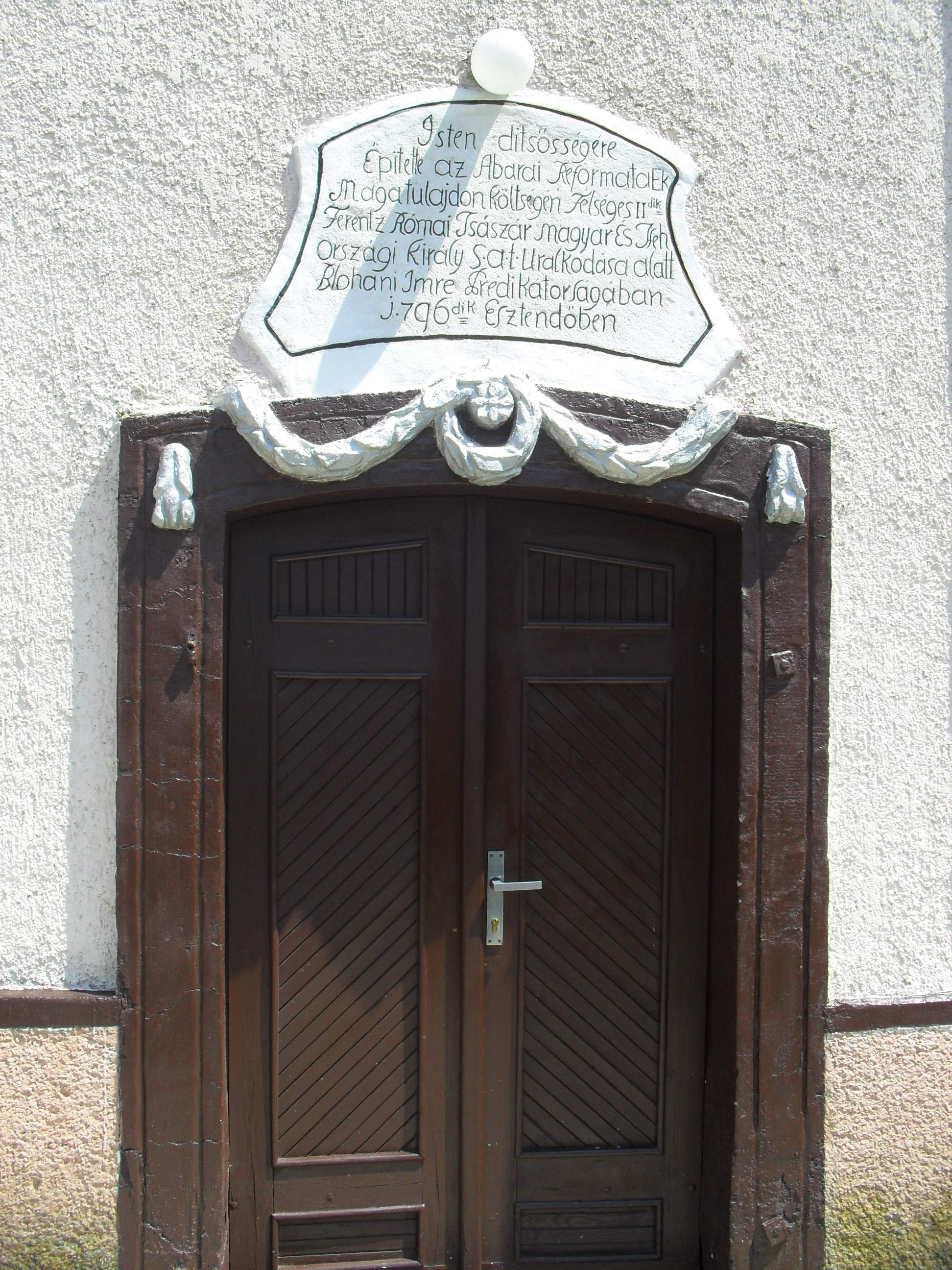
Portál
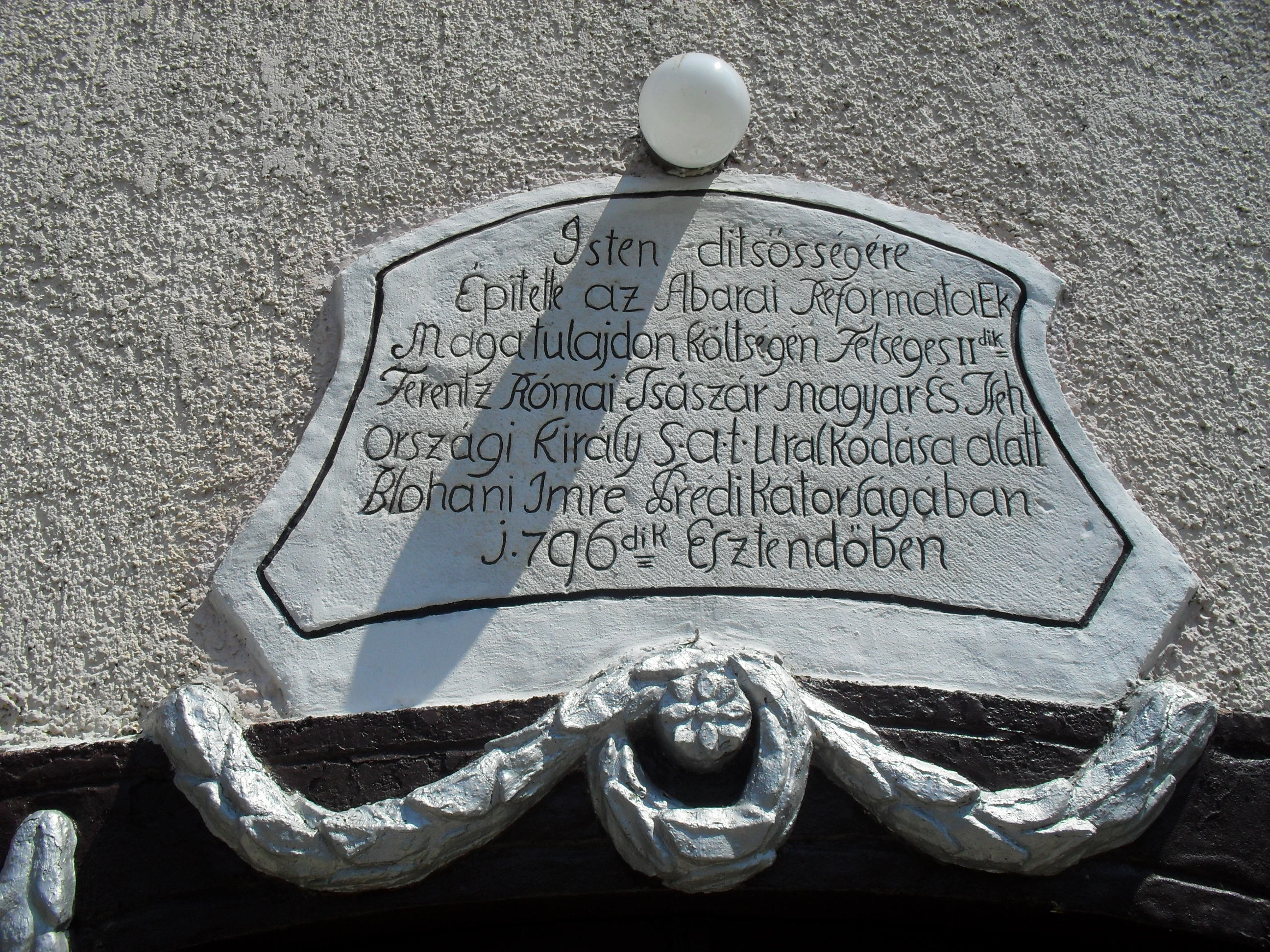
Kartuš nad portálem
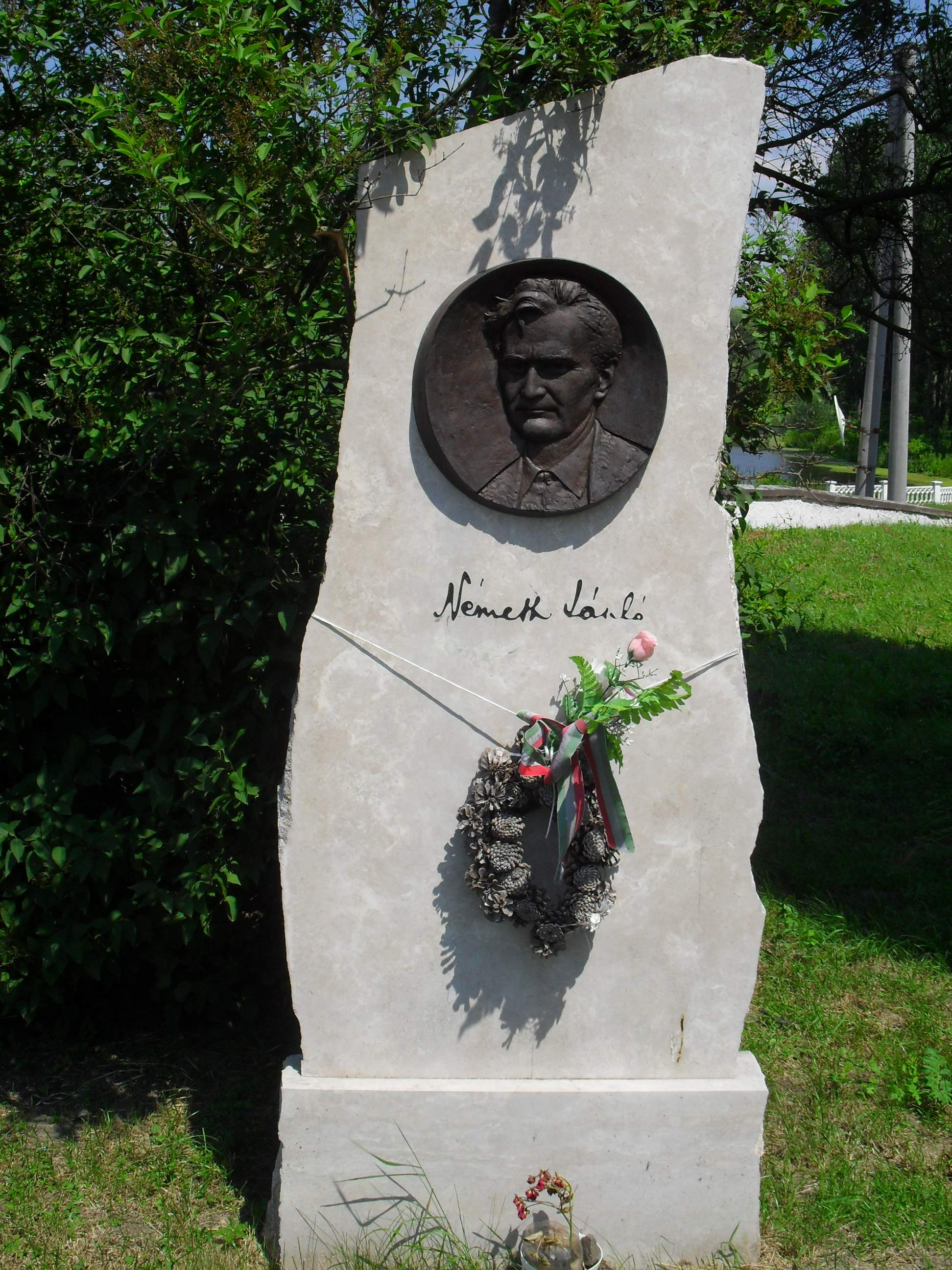
Pomník László Németha

## Rodáci
- Alexander Rezeš (1948–2002), slovenský podnikatel, ministr dopravy, spojů a veřejných prací, bývalý majitel pražské Sparty
- Gyula Popély (* 1945), slovenský historik a politik maďarské národnosti